# Călimănești (Vâlcea megye)
Călimănești város Vâlcea megyében, Olténiában, Romániában.

## Fekvése
A város a megye északkeleti részén helyezkedik el, az Olt folyó partján. A megyeszékhelytől,  Râmnicu Vâlceától 20 km-re északra, Nagyszebentől 80 km-re délre helyezkedik el.

## Történelem
Itt található a Kogaionon hegy, a géta törzsek egyik szent helye, ahol a mítoszok szerint a főistenük, Zalmoxis élt. A hegyen 138 után építették fel az „Arutela” római erődöt, melynek romjai a mai napig láthatóak.
A város területén 1388 május 18-án szentelték fel a Cosia kolostort, Öreg Mircse uralkodása idejében. A kolostor körül az elkövetkező évtizedekben lassan létrejött Călimănești.
1912-ben, a városhoz tartozó Ostrov szigetén kaszinót építettek, a szigetre lakosok költöztek, jelenleg ez az egyetlen lakott román folyami sziget.
1927-ben városi rangot kapott.

## Népesség
A népesség számának alakulása.
- 1930 - 2.876 lakos
- 1948 - 3.329 lakos
- 1956 - 6.651 lakos
- 1966 - 6.735 lakos
- 1977 - 8.095 lakos
- 1992 - 9.131 lakos
- 2002 - 8.605 lakos

## Látnivalók
- Cozia kolostor
- "Arutela" római erőd romjai

## Gazdaság
Călimănești gazdaságának legfontosabb ágazata a turizmus, a település híres az itt található termálfürdőiről.

## Híres emberek
- Nicolae Rădescu (1874-1953) román tábornok, miniszterelnök 1944. december 7. - 1945. március 1. között
- Florin Zamfirescu (1949–) - színész

## Galéria

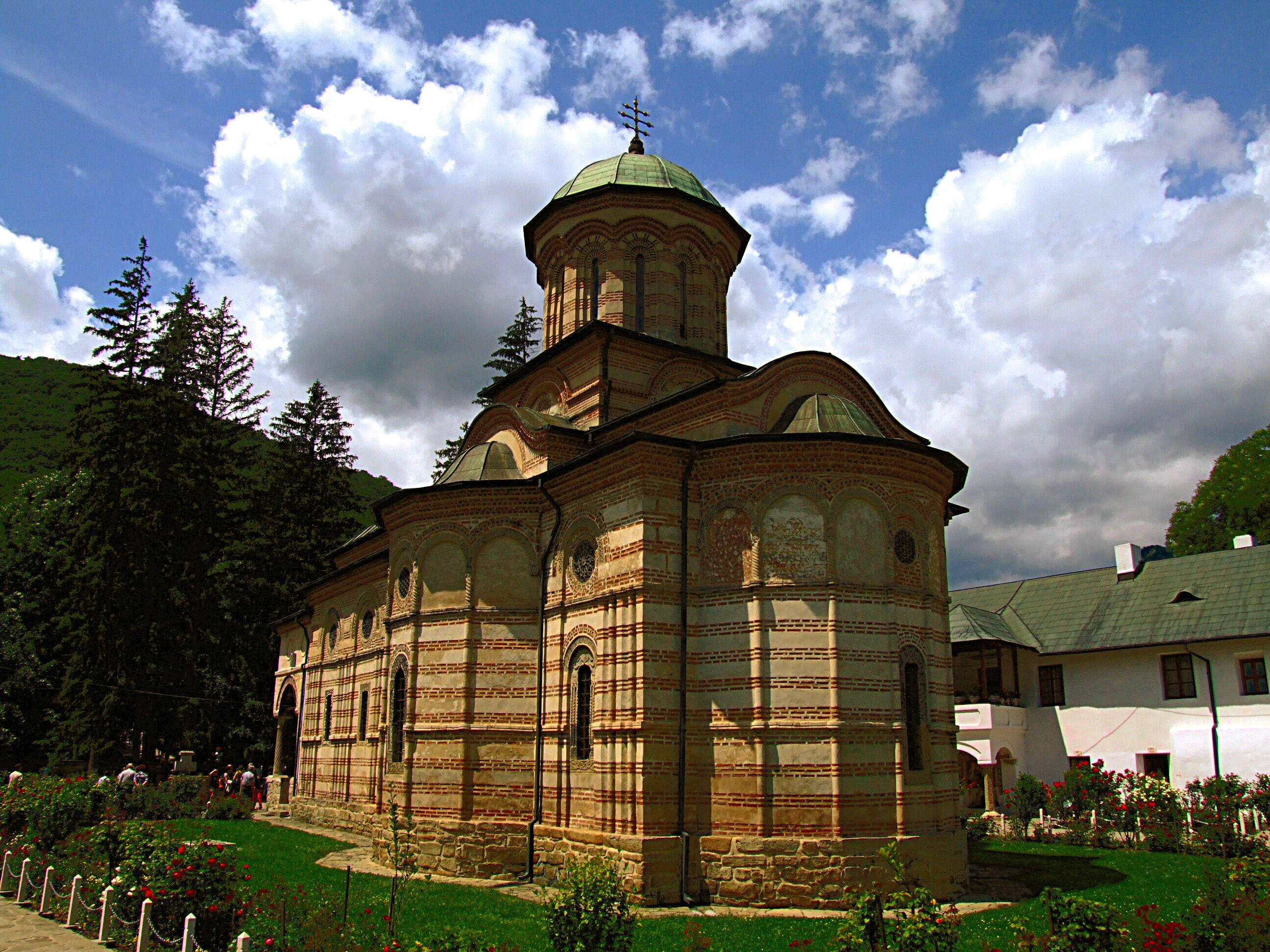
A kolostor hátsó része
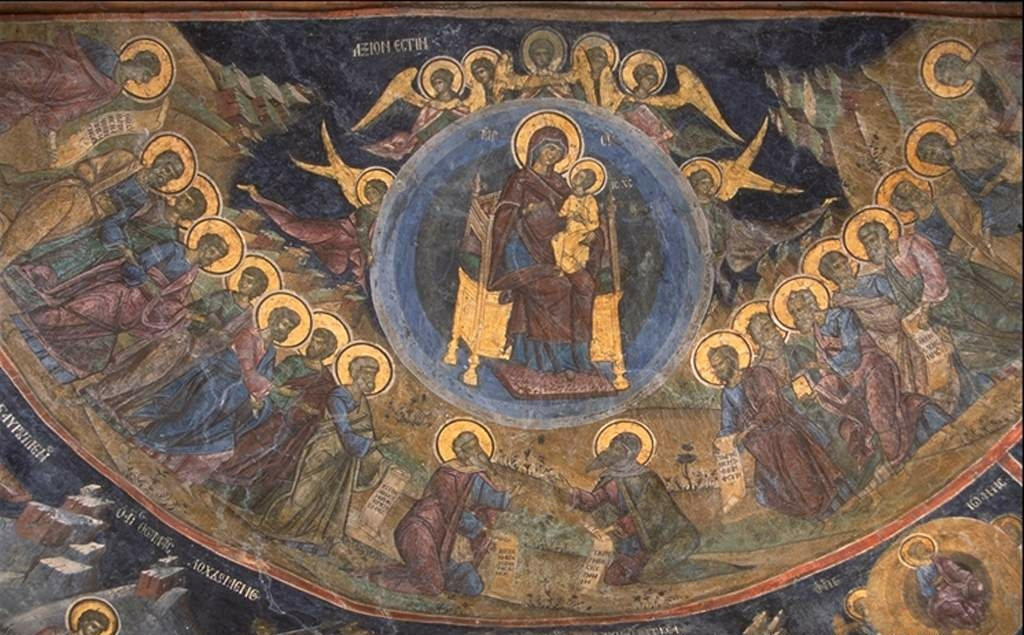
A kolostor belsejében
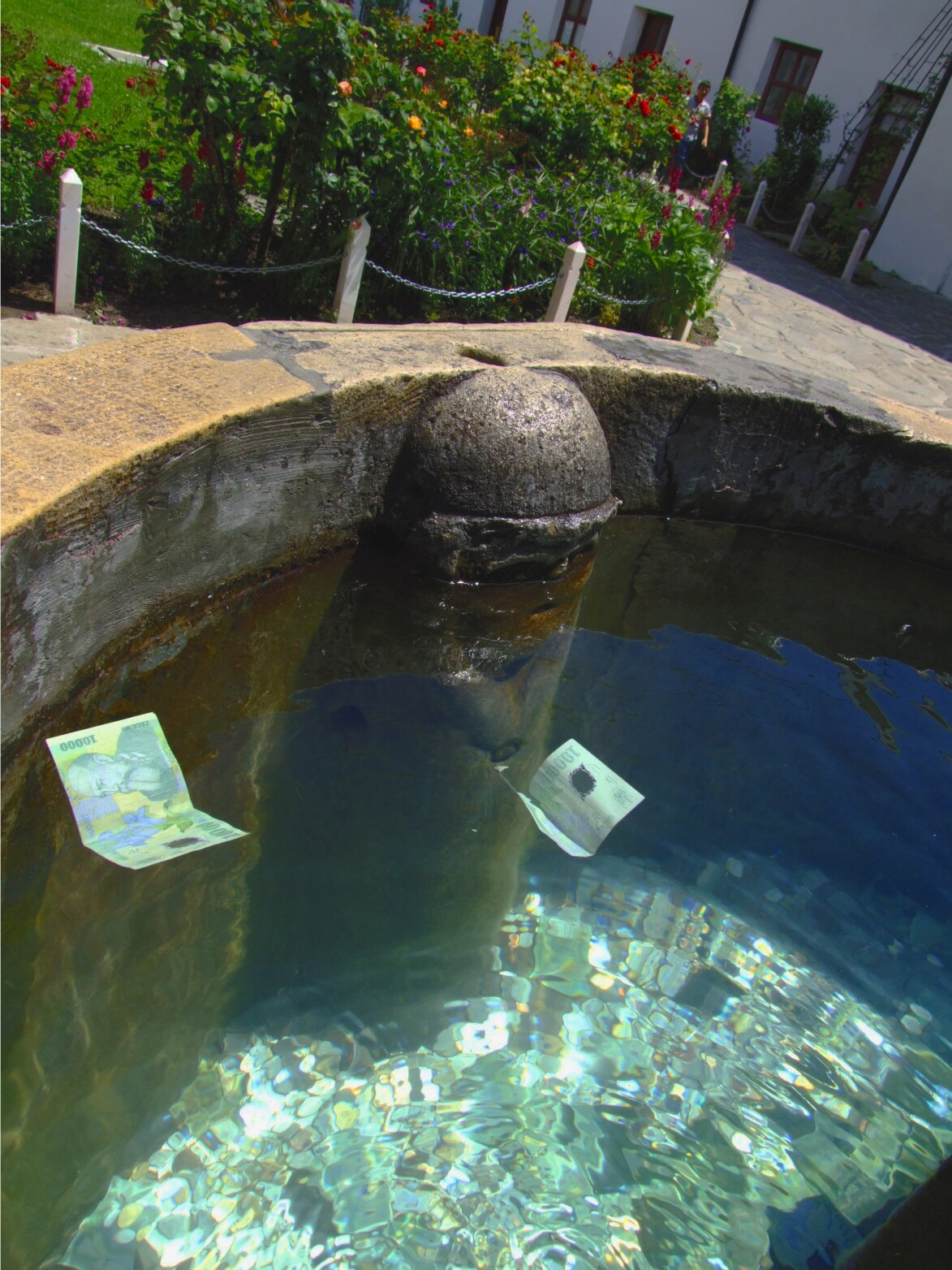
„Neagoe Basarab” forrása
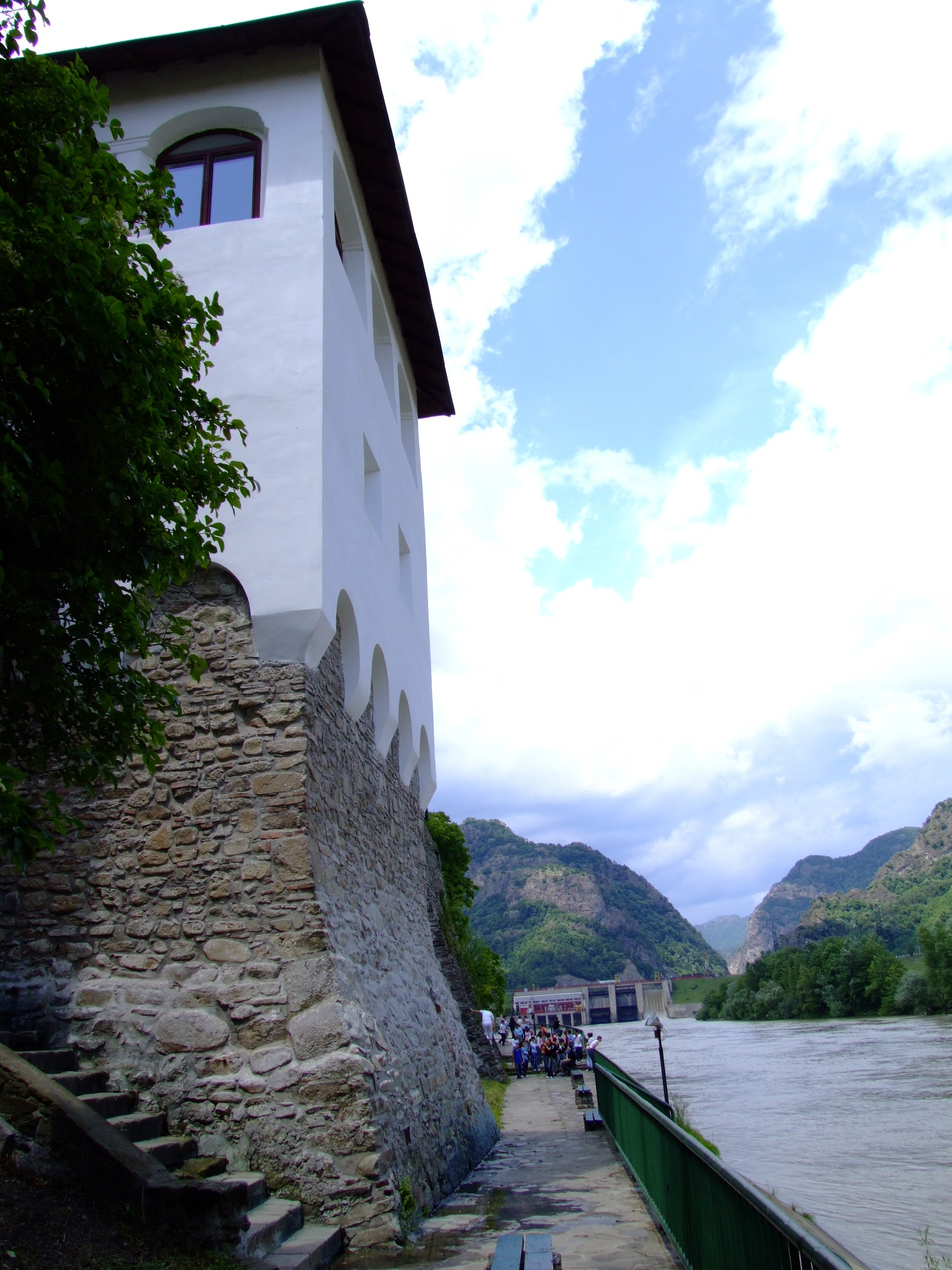
Az Olt folyó a városban